# Abraham Cepeda
Gral. Abraham Cepeda de la Fuente fue un militar mexicano que participó en la Revolución mexicana. 
Nació en Arteaga, Coahuila, el 17 de marzo de 1879, siendo el cuarto de los 11 hijos de don Francisco Antonio Cepeda Valdés y de doña Manuela de la Fuente de la Fuente, y hermano del también revolucionario Rafael Cepeda. Se afilió primero a la causa maderista y, a partir de 1913, al constitucionalismo, en donde permaneció a las fuerzas del general Pablo González Garza. Llegó a obtener el grado de general brigadier. Murió en Xochimilco, combatiendo en 1915.
Fue padre del gobernador de Coahuila Ignacio Cepeda Dávila, y tío del también gobernador Román Cepeda Flores.